# محطة قطار بئر العرش
محطة بئر العرش هي محطة قطار جزائرية سابقة تقع في بلدية بئر العرش التابعة لولاية سطيف.

## الموقع
تقع المحطة جنوب مدينة بئر العرش على خط الجزائر-سكيكدة حيث تسبقها محطة العلمة وتليها محطة تاجنانت.

## التاريخ
في عام 2023، لم تعد المحطة تستخدمها قطارات الشركة الوطنية للنقل بالسكك الحديدية.
في 2025، برمجت وزارة النقل إنجاز محطة جديدة ببئر العرش في إطار ازدواجية خط السكة الحديدية سطيف – القرزي (قسنطينة).

## الروابط الخارجية
- "SNTF". Société nationale des transports ferroviaires (SNTF). مؤرشف من الأصل في 2025-06-02..